# Шьодошіма

Шьо́дошіма (яп. 小豆島町, しょうどしまちょう, МФА: [ɕoːdoɕima t͡ɕoː]?) — містечко в Японії, в повіті Шьодзу префектури Каґава. Розташоване в північно-східній частині префектури, на острові Шьодо. Отримало статус містечка 2006 року. Площа становить 95,63 км². Станом на 1 липня 2012 року населення складало 15 735  осіб, густота населення — 165 осіб/км².   